# 王夢鼐
王夢鼐（？年—？年），字兆隆，號方輪，苏州府常熟县籍，江陰縣人。明朝政治人物。

## 生平
天啓四年（1624年）甲子科應天府乡试舉人，崇祯四年（1631年）辛未科进士。都察院观政，授乌程县知县，八年考察罢免，十一年降职为河南按察司照磨，十二年本省同考，升襄城县知县，十三年升刑部贵州司主事、工部虞衡司郎中。出知保定府，卒于官。

## 家族
父王嘉定（1564年-1627年）。兄王夢鼎，天啓七年丁卯舉人，官吏部司务。